# Czesław Wojciechowski (oficer saperów)
Czesław Wojciechowski (ur. 7 lipca 1889, zm. ?) – kapitan saperów Wojska Polskiego.

## Życiorys
Urodził się 7 lipca 1889. Po zakończeniu I wojny światowej i odzyskaniu przez Polskę niepodległości został przyjęty do Wojska Polskiego. Brał udział w wojnie polsko-bolszewickiej. Został awansowany do stopnia porucznika inżynierii i saperów ze starszeństwem z dniem 1 czerwca 1919. W 1923, 1924 był przydzielony do 7 pułku saperów w garnizonie Poznań, w tym w 1923 jako oficer nadetatowy tej jednostki służył w Szefostwie Inżynierii i Saperów Dowództwa Okręgu Korpusu Nr VIII w garnizonie Toruń. Został awansowany do stopnia kapitana inżynierii i saperów ze starszeństwem z dniem 1 lipca 1925. W 1928, jako oficer 7 pułku saperów, pracował w 8 Okręgowym Szefostwie Budownictwa.

## Ordery i odznaczenia
- Krzyż Kawalerski Orderu Odrodzenia Polski (2 maja 1922)[8][9]